# Михалаке, Ион
Ион Михалаке (рум. Ion Mihalache;
3 марта 1882, Тополовени, Австро-Венгрия (ныне Арджеш (жудец), Румыния) — 6 марта 1963, Рымнику-Сэрат) — румынский политик, государственный деятель, министр сельского хозяйства, министр иностранных дел (1930—1931), министр внутренних дел Румынии (1930—1933).

## Биография
Из крестьян. Работал учителем. Участник Первой мировой войны. Лейтенант румынской армии. После войны — политик, был одним из основателей Крестьянской партии (рум. Partidul Ţărănesc). Успех его партии на парламентских выборах в ноябре 1919 года привёл И. Михалаке, сторонника радикальной земельной реформы в правительство во главе с А. Вайдой-Воеводой. Занял пост министра сельского хозяйства, однако правительство вскоре ушло в отставку, и И. Михалаке не удалось выполнить свои планы.
После объединения в Румынии крестьянского движения в 1926 году, а также создания Национал-царанистской (Национальной крестьянской) партии (Partidul Naţional Ţărănesc), И. Михалаке был избран в центральные органы исполнительной власти. В 1928 году он стал министром сельского хозяйства в правительстве во главе с Ю. Маниу.
В 1930—1933 гг. занимал пост министра внутренних дел, одновременно в 1930—1931 гг. — министр иностранных дел. В январе 1931 года был инициатором запрета Железной гвардии и противник возврата на трон Кароля II. После отставки правительства, сосредоточился на партийной работе в Национальной крестьянской партии, выступая за радикализацию крестьянского движения.
После прихода к власти коммунистов, в 1947 году распустил Национальную крестьянскую партию.
При попытке покинуть страну из аэропорта Тэмадэу И. Михалаке вместе с Ю. Маниу был арестован и привлечен к суду. В ноябре 1947 года И. Михалаке был приговорен к пожизненному заключению.
Приговор отбывал в тюрьме Галаца. В 1955 году был переведен в тюрьму в Рымнику-Сэрат, где вскоре умер.